# Zokni TV
A Zokni TV (eredeti cím: Sock TV) egy brit televíziós bábfilmsorozat, zoknikkal a főszerepben. Két változata ismert: a 2009-es és a 2011-es. Magyarországon a Cartoon Network sugározta mindkét változatot, az adott év nyarán.

## Szereplők
- Professzor - a tudós zokni, aki folyamatosan hangoztatja intellektuális fölényét.
- Divina - magát popsztárnak gondoló zokni.
- Erika - laza stílust képviselő zokni.
- Szuflé - a szakács zokni, aki mindig a szívére hallgat.
- Viktor - sportrajongó zokni.
- Tüske - rockzene rajongó zokni.
- Kesztyű - a gonosz kesztyű, a zoknik ősi ellensége.

## 2009-ben
2009-ben június 29. és augusztus 23. között futott, mindennap eleinte 7.00-tól 10.20-ig, majd 8.00-tól 12.10-ig sugározták. A zoknik a reklámszünetek alatt tűntek föl, mint műsorvezetők.

## 2011-ben
2011-ben minden hétköznap 7.40-től 8.40-ig adták és 17.40-től 18.40-ig, valamint vasárnaponként 13.05-től 18.10-ig ismételték. A zoknik ezúttal a Rajzfilmvilágban kötöttek ki a professzor régi mosógépszerű találmánya miatt, és eközben a rajzfilmfőszereplők pedig átkerültek a Zoknivilágba. A rajzfilmhősök a Ben 10: Ultimate Alien, Chowder, Fosterék háza képzeletbeli barátoknak, Hero 108 és a Nyomi szerencsétlen utazásai című sorozatokból kerültek ki. Ezeket a sorozatokat adták a Zokni TV közben.